# دانة قلمونية
الدانة  القلمونية أو الغصة القلمونية (باللاتينية: Ballota antilibanotica) نوع نباتي يتبع جنس الدانة من الفصيلة الشفوية من رتبة الشفويات.

## البيئة والانتشار
موطنها بلاد الشام.